# Som om någonting har hänt
Som om någonting har hänt är ett musikalbum med Billey Shamrock utgivet 2005.
Albumet innehåller flera av Shamrocks mest omtyckta låtar, såsom "Klacktorgs-Peppe", "God morgon, Solberga", "Dårar och kärleksbarn" och "Vykort från Stjärnhimlen". Skivnumret är YTFR119, Ytf(r)ecords, distribuerad av Sony/BMG. Medverkande musiker är bland annat Ewert Ljusberg, Kenny Håkansson, Gertrud Stenung, Jan-Olof Andersson, Kettil Medelius, Samuel Trygger, Sebastian Sundblad och Benny Sjögren (även producent).